# 模型鉄道
『模型鉄道』（もけいてつどう）は模型鉄道研究会から刊行されていた日本初の鉄道模型専門誌である。
1936年4月に川合模型製作所（現・カワイモデル）の模型鉄道研究会から創刊された。編集者は社員の酒井喜房。交流三線式Oゲージの普及に貢献した。既にこの頃から誌上で軌間35mm、1/30スケールの35mmゲージと軌間32mm、1/45スケール（蒸気機関車は1/43スケール）のOゲージの得失に関して"ゲージ論"が展開されていた。Oゲージを推進する立場の模型店の意向もありOゲージ派の論調が優勢であった。一方、朝日屋が刊行していた『科学と模型』誌では35mmゲージが優れているという論調であった。1943年8月1日に発行された第28・29号（合併号）を最後に休刊となった。　

## 関連
- 模型とラジオ
- 科学と模型